# Attentati di Baghdad del 3 luglio 2016
Gli attentati di Baghdad, perpetrati nella notte tra il 2 e il 3 luglio 2016, sono stati quattro attacchi dinamitardi condotti da alcuni terroristi, legati allo Stato Islamico, nella capitale irachena.
Pochi minuti dopo la mezzanotte (ora locale) del 2 luglio 2016, un camion frigorifero parcheggiato davanti ad un centro commerciale nel distretto di Karrada è esploso provocando la morte improvvisa di più di 324 persone (tra cui bambini e ragazzi minorenni) ed il ferimento di oltre duecento civili.
Dopo la prima esplosione, un secondo ordigno esplosivo è stato fatto esplodere nel nord di Baghdad, in una regione abitata soprattutto da musulmani sciiti, uccidendo almeno altre cinque persone.
L'esplosione del camion è stato, in realtà, l'unico attacco rivendicato dallo Stato Islamico, il quale ha dichiarato di aver colpito quella determinata zona per la forte presenza di sciiti. Nel distretto di Karrada, inoltre, vi è anche una forte presenza di musulmani sunniti, i quali sono rimasti anch'essi vittime dell'attentato.
Per quanto riguarda la seconda esplosione, essa non è stata rivendicata dal califfato ed, inoltre, il ministero dell'Interno iracheno ha dichiarato che si è trattato di un incidente causato da un impianto malfunzionante di aria condizionata.
La prima esplosione ha causato degli incendi nella zona e molti edifici (tra cui il centro commerciale "al-Hadi") sono stati distrutti dagli stessi ed alcuni sono addirittura crollati per il forte impeto dell'impatto provocato dall'esplosione.
Altri due attacchi sono stati condotti poco dopo attraverso ulteriori ordigni esplosivi.
Per il numero elevato di vittime, questo attentato è risultato essere l'attacco più mortale nella storia dell'Iraq. L'ultimo attentato dinamitardo, infatti, che aveva provocato un ingente numero di vittime era stato quello dell'11 maggio 2016 dove morirono 93 persone in seguito all'esplosione di alcune autobombe nel mercato del quartiere Sadr City.

## Antefatti
Secondo alcuni analisti, l'attacco condotto dallo Stato Islamico ha come movente principale quello della vendetta nei confronti del governo iracheno.
Infatti, proprio tale governo, aveva annunciato il 17 giugno 2016 di aver riconquistato la città di Fallujah e di aver riassunto i pieni poteri grazie alla ripresa del controllo dei palazzi governativi.
A tal proposito, quindi, lo Stato Islamico avrebbe condotto questa serie di attacchi per mostrare al mondo la sua capacità di colpire nonostante le perdite subite sul campo di battaglia.

## Attacchi
Alle ore 0:05 (ora locale) della notte tra il 2 ed il 3 luglio 2016, nei pressi di un ristorante e di un centro commerciale nel distretto di Karrada, un camion frigorifero, con a bordo dell'esplosivo, è stato fatto brillare da un attentatore suicida. L'esplosione ha avuto subito delle tragiche ripercussioni sulla folla di gente presente in zona. La data e l'ora dell'attacco non sono stati del tutto casuali ma studiate nei minimi particolari. Proprio quella notte, infatti, si concludeva il cosiddetto ifṭār, ovvero la fine del tradizionale digiuno di Ramadan. I civili, presenti in zona, si erano riuniti lì, come da consuetudine, per fare rifornimento di cibo e festeggiare. Il generale Kadhim Bashir Saleh ha dichiarato che il camion è riuscito ad oltrepassare i posti di blocco grazie anche al fatto di trasportare un "mix unico di sostanze chimiche mai utilizzate prima in Iraq". Tra le oltre 200 vittime vi sono stati anche numerosi bambini e ragazzi ancora minorenni tant'è che l'attentato è stato anche definito come una vera e propria strage di bambini.
Pochi minuti dopo, anche un secondo esplosivo è stato fatto brillare a nord di Baghdad causando la morte accertata di almeno cinque persone ed il ferimento di altri 16.
Un terzo attacco è stato condotto pochi minuti dopo presso il distretto di Abu Gharib provocando la morte di almeno una persona ed il conseguente ferimento di altre cinque. Alcuni veicoli sono anche stati danneggiati.
Il quarto ed ultimo attacco è stato perpetrato nel distretto di al-Latifiya, nella parte meridionale di Baghdad, mediante l'utilizzo di alcune bombe piazzate sotto alcuni veicoli civili, parcheggiati nella zona, che sono immediatamente esplosi non appena sono stati messi in moto. L'attacco ha provocato la morte di una persona ed il ferimento di un numero non ancora precisato di civili.
Alcune fonti mediche di Baghdad hanno riferito di aver ritrovato i cadaveri di almeno altri 80 morti, i quali erano rimasti nascosti sotto le macerie dei vari edifici crollati in seguito alle esplosioni.

## Reazioni

### Reazioni dei leader politici
Dopo la prima esplosione avvenuta nel distretto di Karrada, il primo ministro iracheno Haider al Abadi è intervenuto sul luogo dell'avvenuta strage, sostenendo di essere pronto a "punire i responsabili". Il ministro, però, non è stato ben accolto dalla folla presente in zona che, dopo averlo accerchiato, ha iniziato ad inveire contro di lui con degli slogan provocatori ed indicandolo come principale colpevole dell'insicurezza della città. Il primo ministro ha successivamente dichiarato tre giorni di lutto nazionale in onore delle vittime.
Il governo iracheno ha annunciato tre giorni di lutto nazionale per le vittime di Karrada.
Altri governi si sono immediatamente mobilitati per dare sostegno alle popolazioni vittime delle stragi. Il governo degli Stati Uniti, inoltre, in seguito a queste ultime stragi dell'ISIS, ha dichiarato di essere ancora più interessato al sostegno delle forze irachene per la lotto contro lo Stato Islamico ed il terrorismo.
Il ministro degli esteri iraniano Mohammad Javad Zarif ha dichiarato le sue personali condoglianze ai parenti delle vittime ed al tutto il governo iracheno.
Anche il ministro indonesiano Retno Marsudi ha espresso il suo dolore per le vittime ed il suo appoggio nei confronti dell'Iraq.

### Reazioni delle comunità religiose
I leader dell'organizzazione religiosa musulmana Hayat Al-Ulama Al-Muslimin (in inglese: Association of Muslim Scholars) hanno definito gli attacchi come dei "crimini di sangue, indipendentemente da chi li ha realizzati e dalle loro motivazioni". Un rappresentante della comunità sciita irachena, Ahmed al-Safi, ha fatto visita ai luoghi del bombardamento. Le comunità cristiane hanno, inoltre, tenuto delle commemorazioni per le vittime degli attentati.

## Responsabilità degli attacchi
Lo Stato Islamico ha rivendicato la responsabilità del primo attacco al centro commerciale, nei pressi di Karrada, dichiarando che l'obiettivo principale era quello di colpire i musulmani sciiti. L'attentatore suicida è stato identificato in Abu Maha al-Iraqi.
Jasim al-Bahadli, un ex ufficiale dell'esercito iracheno e analista della sicurezza a Baghdad, ha dichiarato che l'attacco dell'ISIS è stato condotto per "compensare l'umiliante sconfitta subita a Falluja".

## Ripercussioni politiche
Gli attentati condotti dallo Stato Islamico hanno avuto delle pesanti ripercussioni nella politica irachena.
Il ministro dell'Interno Mohammed Salem al Ghabban ha rassegnato, infatti, le sue dimissioni dopo che, tempo prima, aveva annunciato l'inutilità dei posti di blocco attuati dagli organi di sicurezza nella capitale irachena.